# XIV emendamento della Costituzione degli Stati Uniti d'America

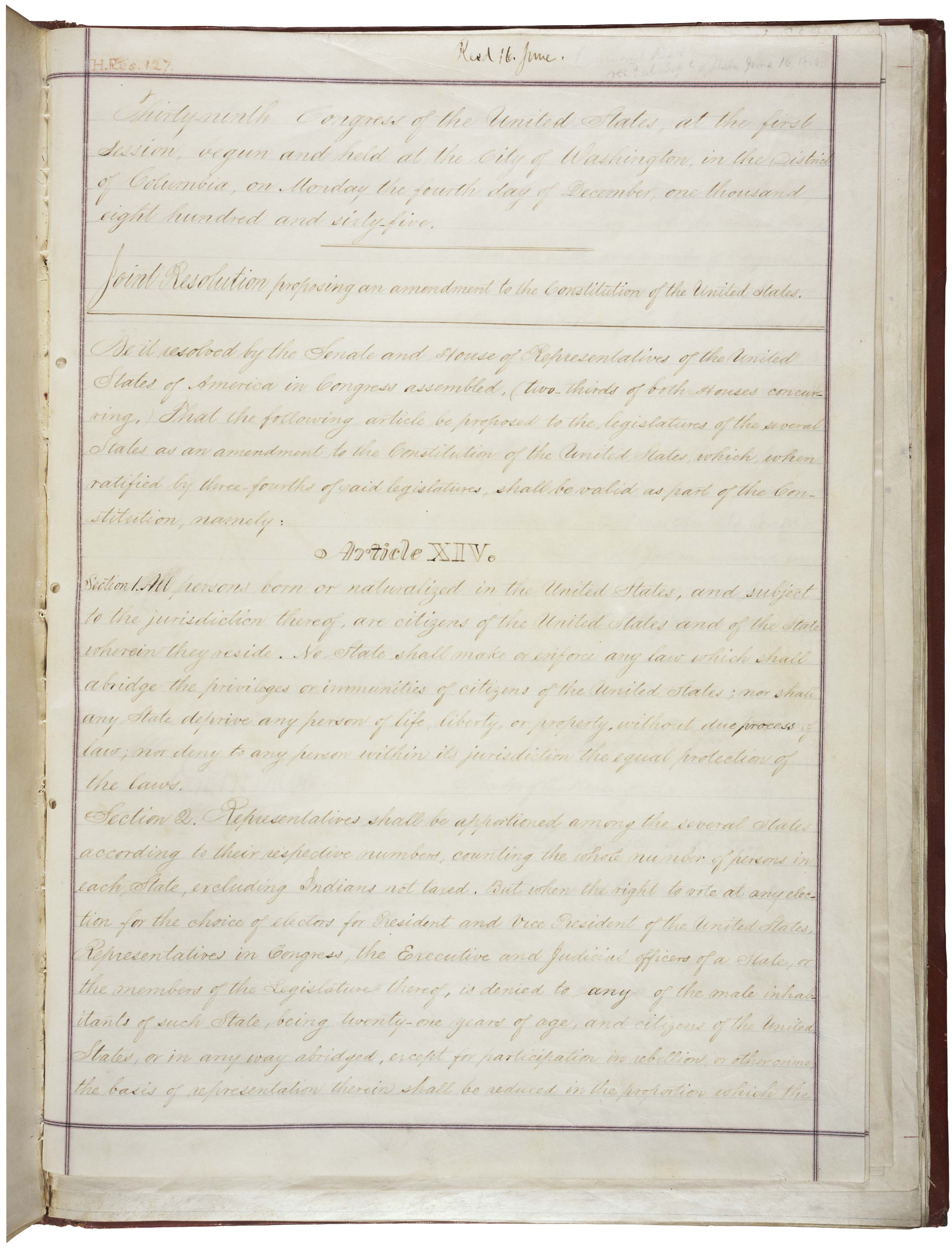
Copia del XIV emendamento conservata negli archivi nazionali degli Stati Uniti d'America.

Il XIV emendamento della Costituzione degli Stati Uniti d'America (Emendamento XIV) è uno degli emendamenti approvati dopo la guerra di secessione noti con il nome di emendamenti della Ricostruzione. L'emendamento fu approvato con lo scopo di garantire i diritti degli ex schiavi. Oggi è alla base del giusto processo e della clausola di uguale protezione nelle leggi di ciascuno Stato. L'emendamento fu proposto il 13 giugno 1866 e fu ratificato il 9 luglio 1868.
L'emendamento contiene una definizione ampia di cittadinanza che vanifica la sentenza Dred Scott contro Sandford della Corte suprema degli Stati Uniti che escludeva gli schiavi e i loro discendenti dal godimento dei diritti costituzionali. Le disposizioni approvate richiedono agli Stati dell'unione di garantire la stessa protezione legale a tutte le persone sottoposte alla loro giurisdizione. Questa clausola fu usata a metà del XX secolo per porre termine alla segregazione razziale negli Stati Uniti. Di questo processo è un esempio la sentenza Brown contro l'ufficio scolastico di Topeka. Le disposizioni sul giusto processo sono state invece alla base di casi molto importanti e controversi relativi al diritto alla privacy, all'aborto (Roe contro Wade), ecc.
Gli altri due emendamenti della Ricostruzione: il XIII (proibizione della schiavitù) e il XV (proibizione di limitazioni all'elettorato basate sulla razza).

## Testo del XIV emendamento

### Sezione 1
Tutte le persone nate o naturalizzate negli Stati Uniti e sottoposte alla relativa giurisdizione sono cittadine degli Stati Uniti e dello Stato in cui risiedono. Nessuno Stato produrrà o applicherà una qualsiasi legge che limiti i privilegi o le immunità dei cittadini degli Stati Uniti; né potrà alcuno Stato privare qualsiasi persona della vita, della libertà o della proprietà senza un processo nelle dovute forme di legge; né negare a qualsiasi persona sotto la sua giurisdizione l'eguale protezione delle leggi.

### Sezione 2
I rappresentanti saranno distribuiti tra i vari Stati secondo la rispettiva popolazione, contando il totale delle persone in ciascuno Stato, escludendo gli Indiani non soggetti a imposte. Ma quando il diritto di voto per l'elezione per la scelta degli elettori per il Presidente e il Vice-Presidente degli Stati Uniti, i Rappresentanti nel Congresso, l'Esecutivo e i funzionari giudiziari dello Stato o i membri delle relative Assemblee legislative venga negato ad alcuno degli abitanti maschi di tale Stato, che abbia ventun anni di età e sia cittadino degli Stati Uniti, o gli sia in qualsiasi modo limitato, eccetto che per ribellione o altro crimine, la rappresentanza di tale Stato sarà ridotta nella proporzione con cui il numero di tali cittadini maschi è in rapporto con il totale dei cittadini maschi di ventun anni di età in tale Stato.

### Sezione 3
Nessuno potrà essere Senatore o Rappresentante nel Congresso, o elettore per il Presidente e il Vice-Presidente o potrà tenere qualsiasi ufficio, civile o militare, presso gli Stati Uniti o presso qualsiasi Stato, se, avendo previamente prestato giuramento – come membro del Congresso o come funzionario degli Stati Uniti o come membro del Legislativo di uno Stato o come funzionario amministrativo o giudiziario in uno Stato – di difendere la Costituzione degli Stati Uniti, abbia preso parte a un'insurrezione o ribellione contro di essi o abbia dato aiuto o sostegno ai loro nemici. Ma il Congresso può, col voto dei due terzi di ciascuna Camera, rimuovere questa causa di interdizione.

### Sezione 4
Non potrà essere posta in questione la validità del debito pubblico degli Stati Uniti, autorizzato con legge, compresi i debiti contratti per il pagamento di pensioni o premi per servizi resi nel sopprimere l'insurrezione o la ribellione. Ma né gli Stati Uniti né i singoli Stati potranno prendersi a carico o pagare debiti o obbligazioni contratti per aiutare insurrezioni o ribellioni contro gli Stati Uniti, o qualsiasi indennità per la perdita o l'emancipazione di uno schiavo; ma tutti i debiti, obbligazioni e indennità di questo tipo si considereranno illegali e nulli.

### Sezione 5
Il Congresso avrà il potere di dare esecuzione, con la legislazione appropriata, alle previsioni di questo articolo.

## Cittadinanza e diritti civili
La prima sezione definisce formalmente i requisiti per la cittadinanza e protegge i diritti civili dall'azione degli Stati. Questa disposizione rappresentò la vanificazione della sentenza Dred Scott contro Sandford della Corte suprema che aveva stabilito che i neri non erano e non potevano diventare cittadini degli Stati Uniti d'America o godere dei diritti costituzionali. Il Civil Rights Act del 1866 aveva già disposto che fosse cittadino colui il quale fosse nato nel territorio degli Stati Uniti; tuttavia i proponenti di questo emendamento vollero introdurre questo principio direttamente nella Costituzione in modo da evitare che la Corte suprema potesse dichiarare incostituzionale la legge sulla cittadinanza o che il Congresso potesse cambiarla votando a maggioranza semplice.

### Disposizioni sulla cittadinanza
Durante il dibattito sull'emendamento il Senatore Jacob Howard dell'Ohio, che era stato l'autore delle disposizioni sulla cittadinanza, disse che queste escludevano i nativi americani ma anche le persone nate negli Stati Uniti che fossero straniere o che appartenessero alle famiglie di ambasciatori o di ministri degli esteri.
Nel 1884 la Corte suprema, pronunciandosi per la prima volta sul significato della disposizione in riferimento ai nativi americani, nella sentenza Elk v. Wilkins, interpretò l'emendamento dichiarando che i figli dei nativi americani non erano cittadini nonostante il fatto che fossero nati negli Stati Uniti.
Nel 1898 nella sentenza United States v. Wong Kim Ark, relativa al caso di figli di cittadini cinesi nati negli Stati Uniti, la Corte decise che i bambini erano effettivamente cittadini degli Stati Uniti. Non era chiaro, all'epoca di questa sentenza, se fosse capitale la distinzione fra immigranti legali o clandestini. La Corte suprema non risolse l'ambiguità e non si è mai pronunciata sull'effettivo diritto dei figli degli immigrati clandestini a ottenere la cittadinanza nonostante si ritenga generalmente che ne godano. In alcune sentenze, tuttavia, la Corte ha implicitamente assunto, o suggerito, che i figli di immigrati clandestini abbiano effettivamente diritto alla cittadinanza, come ad esempio nella sentenza INS v. Rios-Pineda o in Plyler v. Doe.
Tuttavia vi sono opinioni secondo le quali il Congresso avrebbe il potere di escludere i figli dei clandestini dall'acquisire la cittadinanza approvando una legge apposita. 
La Costituzione non prevede nessuna procedura per la perdita della cittadinanza, che è possibile solo nei casi seguenti:
- Frode nel processo di naturalizzazione. Tecnicamente in questo caso non si tratta della perdita della cittadinanza ma dell'annullamento della sua acquisizione e della conseguente dichiarazione che l'immigrato non è mai stato cittadino.
- Rinuncia volontaria della cittadinanza. Questo può avvenire sia seguendo le procedure stabilite esplicitamente dal dipartimento di Stato oppure compiendo azioni che dimostrano l'intento di rinunciare alla cittadinanza.

Per un lungo periodo di tempo l'accettazione volontaria o l'utilizzo di una cittadinanza straniera è stata considerata una causa sufficiente per la perdita della cittadinanza. Questo concetto fu reso esplicito in una serie di trattati negoziati fra gli Stati Uniti e altre nazioni (noti con il nome di Trattati Bancroft). Tuttavia la Corte suprema non considerò sufficiente questa motivazione in un caso del 1967, Afroyim v. Rusk, così come nel successivo Vance v. Terrazas (1980). La Corte stabilì che il XIV emendamento proibisce al Congresso di revocare la cittadinanza.

### Diritti civili e altri diritti individuali

#### 1868-1954
Il Congresso approvò il XIV emendamento anche in risposta ai Codici neri che gli Stati del sud avevano approvato allo scopo di indebolire il significato del XIII emendamento. Queste leggi avevano lo scopo di riportare gli ex-schiavi in una condizione simile alla schiavitù limitando, ad esempio, i loro movimenti o proibendogli di iniziare cause o di testimoniare.
Prima che fosse approvato il XIV emendamento, la Corte suprema aveva dichiarato che la Carta dei Diritti, cioè l'insieme dei primi 10 emendamenti, aveva valore solo riferita al governo federale; e sebbene molti Stati avessero scritto le proprie costituzioni modellandole sulla costituzione federale, non era scontato che ciascuna di queste contenesse disposizioni di portata simile a quelle contenute nella Carta dei Diritti. Secondo alcuni commentatori, coloro che originariamente proposero il XIV emendamento credevano che questo, una volta approvato, avrebbe assicurato che agli Stati sarebbe stato imposto di riconoscere i diritti individuali che il governo federale doveva rispettare in virtù delle disposizioni costituzionali. Si credeva infatti che tutti questi diritti fossero ricompresi nelle immunità e nei privilegi associati alla cittadinanza e protetti dall'emendamento. Tuttavia la Corte suprema sentenziò nel 1873 nell'ambito dei cosiddetti casi Slaughter-House che i privilegi e le immunità dovevano intendersi limitati a quelli garantiti dal governo federale in virtù del possesso della cittadinanza. La Corte inoltre dichiarò, stavolta nell'ambito dei cosiddetti casi sui diritti civili che la disposizione dell'emendamento era riferita esclusivamente alle azioni degli Stati e che quindi il Congresso non era autorizzato a bandire la discriminazione razziale se praticata da semplici cittadini o da organizzazioni private. Nessuna di queste decisioni è stata superata finora, ma anzi entrambi i concetti sono stati più volte riaffermati.
Nei decenni seguenti all'approvazione del XIV emendamento, la Corte suprema dichiarò incostituzionali le leggi che proibivano ai neri di far parte di una giuria (Strauder v. West Virginia) o che discriminavano i sino-americani nell'ambito della regolamentazione della lavanderie commerciali (Yick Wo v. Hopkins), grazie alla clausola di uguale protezione.
A cominciare dagli anni 80 del XIX secolo la Corte interpretò le disposizioni sul giusto processo contenute nell'emendamento a protezione dei contratti privati e ne fece, quindi, conseguire la proibizione di una serie di regolamentazioni in campo economico e sociale. Ad esempio la Corte sentenziò che l'emendamento proteggeva la libertà contrattuale ovvero il diritto degli impiegati di contrattare i salari senza riconoscere allo Stato grandi possibilità di interferire. Seguendo questa interpretazione la Corte dichiarò incostituzionale una legge che decretava un massimo numero di ore di lavoro per i panettieri in Lochner v. New York (1905) e parimenti annullò una legge sul salario minimo in Adkins v. Children's Hospital (1923). Tuttavia la Corte riconobbe valide alcune regolamentazioni in campo economico, come le leggi proibizioniste approvate dagli Stati ((EN)  Mugler v. Kansas), le leggi che stabilivano un numero massimo di ore di lavoro per i minatori (Holden v. Hardy) o per le donne (Muller v. Oregon), così come le leggi federali sulle sostanze stupefacenti (United States v. Doremus) e l'intervento del Presidente Wilson in uno sciopero nel settore ferroviario.
La Corte, successivamente, cambiò la sua interpretazione, superando le decisioni Lochner, Adkins, e altri precedenti relativi alla libertà di contratto, nella sentenza West Coast Hotel v. Parrish (1937), che fu scritta nel mezzo del New Deal e con il timore che il Presidente Franklin D. Roosevelt imponesse l'approvazione della proposta di legge riforma della Corte a seguito di una serie di decisioni della stessa che avevano dichiarato l'incostituzionalità di altre riforme volute da Roosevelt, sempre nell'ambito del New Deal. Il dibattito è ancora aperto riguardo alla possibilità che siano state le pressioni del Presidente a far sì che il giudice Owen Josephus Roberts cambiasse il suo voto, rispetto alle decisioni precedenti. A seguito della sentenza la proposta presidenziale di riforma e ampliamento della Corte fu respinta dal Congresso.
In Plessy contro Ferguson la Corte suprema stabilì che gli Stati potevano legittimamente imporre la segregazione razziale purché fornissero servizi equivalenti alle due razze in quella che fu la genesi della dottrina "separati ma uguali". Bisogna notare che l'opinione corrente di cosa fosse compreso nell'ambito dei "diritti civili" era molto più restrittiva all'epoca dell'approvazione del XIV emendamento rispetto a quanto non sia al giorno d'oggi, dato che attualmente si ricomprendono in questa categoria il trattamento imparziale nel diritto penale e civile o nelle interazioni con le pubbliche amministrazioni.
La Corte restrinse nuovamente l'applicazione della clausola di uguale protezione in Berea College v. Kentucky stabilendo che gli Stati potevano imporre ai privati di discriminare e proibendo a un college di ammettere contemporaneamente studenti neri e bianchi.

#### Dal 1954 a oggi
La Corte mantenne ferma la dottrina "separati ma uguali" per più di cinquanta anni, nonostante i numerosi casi in cui la stessa aveva rilevato che i servizi separati offerti dagli Stati non erano uguali, fino a quando non fu decisa Brown contro l'ufficio scolastico di Topeka (1954). La sentenza Brown si scontrò con una campagna di resistenza da parte dei bianchi del sud, e per decenni le Corti federali tentarono di imporre il dettato della sentenza fra tentativi continui di aggiramento dello spirito della decisione ricorrendo alla controversa pratica detta del busing in buona parte degli Stati Uniti, comprese alcune città del nord come Detroit (Milliken v. Bradley) e Boston.
Nel mezzo secolo trascorso dalla decisione Brown, la Corte ha esteso più volte la portata della clausola di uguale protezione a altre minoranze storicamente discriminate, come donne, stranieri o figli illegittimi, anche se ha applicato dei canoni meno stringenti di quanto non abbia fatto nell'ambito della segregazione razziale.
Negli ultimi quaranta anni la Corte ha riconosciuto una serie di diritti fondamentali degli individui, come il diritto alla privacy, che gli Stati possono regolare solo in ben determinate circostanze. In effetti si può dire che la Corte ha trovato il modo di imporre il rispetto dello spirito con cui fu scritta la clausola sui privilegi e le immunità della cittadinanza, senza tuttavia riconoscere l'inconsistenza della decisioni precedenti in proposito ordinando di applicare tutti i diritti riconosciuti dalla carta dei diritti agli Stati.
Sostanzialmente tutti i diritti riconosciuti dalla carta sono stati applicati agli Stati per mezzo della clausola del giusto processo contenuta nel XIV emendamento, seguendo quella che è stata definita la dottrina dell'incorporazione della carta dei diritti. Il risultato di questo processo è stato che le Corti federali hanno oggi non solo il potere di intervenire in quest'area per imporre l'applicazione del giusto processo e della clausola di uguale protezione ma anche il potere di imporre i diritti di libertà di parola, religione, protezione dalle perquisizioni infondate o la proibizione di punizioni crudeli agli Stati. Fino a questo momento la Corte suprema ha stabilito che la clausola del giusto processo impone il rispetto di tutti i diritti sanciti dal primo, quarto, sesto e ottavo emendamento. Inoltre la Corte ha stabilito l'applicabilità di tutte le disposizioni del quinto emendamento tranne quella che stabilisce che ogni processo penale deve scaturire da un'incriminazione pronunciata da un grand jury. Finora tuttavia nessuna delle disposizioni del settimo emendamento è stata trasposta in relazione ai processi civili. La Corte ha inoltre ampliato notevolmente la portata del giusto processo nell'ambito delle procedure della pubblica amministrazione, richiedendo che si svolgano udienze prima che il governo possa licenziare gli impiegati pubblici, espellere gli studenti dalle scuole pubbliche o revocare i benefici dell'assistenza sociale.
Nonostante gli autori del XIV emendamento non credevano che la sua approvazione avrebbe esteso il diritto di voto (che fu esteso con l'approvazione del quindicesimo), la Corte suprema, a partire da Baker v. Carr (1962) e Reynolds v. Sims (1964), ha iniziato a interpretare la clausola di uguale protezione nel senso di imporre agli Stati di suddividere il proprio territorio in distretti elettorali per il Congresso e assegnare i seggi legislativi secondo il principio "una testa - un voto". La Corte ha anche dichiarato incostituzionali le proposte di suddivisione in cui la suddivisione razziale era considerata fra i fattori da tenere in considerazione nel stabilire i confini fra i distretti. In Shaw v. Reno (1993), la Corte proibì un progetto del North Carolina volto a creare distretti a maggioranza nera in modo da colmare la storica mancanza di rappresentanti neri nella delegazione dello Stato al Congresso. In League of United Latin American Citizens v. Perry (2006), la Corte stabilì che il piano proposto da Tom DeLay per riorganizzare i distretti elettorali del Texas era stato concepito con l'intenzione di diluire i voti dei cittadini di origina latina e quindi violava la clausola di uguale protezione. In entrambi i casi la Corte si rifiutò di interferire con il cambiamento dei distretti quando questo era pensato in modo da favorire un partito politico, accettando la pratica come legittima nell'ambito dei poteri statali.

## Ripartizione dei rappresentanti
La seconda sezione dell'emendamento stabilisce le regole per la ripartizione dei seggi del Congresso fra gli Stati. Essenzialmente viene richiesto di conteggiare tutti i residenti per la ripartizione e di ridurre il numero di rappresentanti se lo Stato disconosce illegalmente il diritto di voto a un gruppo. Questa sezione superò la disposizione del primo articolo della Costituzione che imponeva di conteggiare uno schiavo come tre quinti di una persona libera nel calcolo della popolazione di uno Stato ai fini dell'assegnazione dei seggi del Congresso e nel collegio elettorale.
Tuttavia la disposizione che imponeva un decremento proporzionale dei seggi per gli Stati che avessero negato il voto agli uomini di età superiore ai 21 anni non fu mai applicata, nonostante il fatto che gli Stati del sud avessero proibito a molti neri di votare prima dell'entrata in vigore del Voting Rights Act nel 1965. Alcuni commentatori ritengono che questa sezione sia stata implicitamente abrogata a seguito dell'approvazione del XV emendamento, ma bisogna notare che la Corte suprema si è riferita a questa sezione anche in epoca recente. Per esempio in Richardson v. Ramirez la Corte ha invocato queste disposizioni per giustificare la perdita del diritto di voto per i condannati per reati gravi stabilita da alcuni Stati. Nella sua opinione dissenziente il giudice Thurgood Marshall spiegò la storia di questa sezione in relazione al clima da dopoguerra della Ricostruzione, per cui i Repubblicani radicali, allora maggioranza al Congresso, temevano che l'aumento della rappresentanza in Congresso degli Stati del sud a causa dell'abolizione della schiavitù, avrebbe eroso la loro maggioranza nel caso che il voto dei neri fosse limitato. Secondo il giudice questo avrebbe lasciato due sole alternative: o diminuire la rappresentanza degli Stati del sud (inaccettabile nel lungo periodo) o assicurarsi che i neri del sud, sostenitori del Partito repubblicano, avessero il diritto di voto. Tuttavia il riconoscimento esplicito del diritto di voto, sempre secondo il giudice, era politicamente inaccettabile all'epoca e così ci si risolse dando agli Stati del sud un'alternativa: o far votare i neri oppure perdere parte della propria rappresentanza nel Congresso.

## Partecipanti a una ribellione
La terza sezione dell'emendamento proibisce l'elezione o la nomina a ogni carica federale o statale di ogni persona che avesse ricoperto determinati incarichi e avesse tuttavia preso parte a un'insurrezione, o una ribellione o un tradimento ai danni degli Stati Uniti d'America. La Corte suprema il 4 marzo 2024 ha escluso che la perdita dell'elettorato passivo di un candidato presidenziale, prevista da questa norma, possa discendere da decisioni di singoli Stati, arguendo dal complesso dell'Emendamento che la sua applicazione a livello federale richieda una previa deliberazione del Congresso degli Stati Uniti in forma di legge federale.
La disposizione stabilisce anche che un voto a maggioranza dei due terzi del Congresso può rimuovere questo divieto per una particolare persona. Questa disposizione non si sarebbe potuta approvare con legge ordinaria in quanto avrebbe costituito una punizione retroattiva. Nel 1975 il Congresso approvò una risoluzione che restituiva in maniera postuma la cittadinanza a Robert E. Lee in maniera retroattiva a partire dal 13 giugno 1865. Nel 1978 fu revocato, sempre in maniera postuma, il bando imposto a Jefferson Davis.

## Validità del debito pubblico
La quarta sezione confermò che né gli Stati Uniti né uno Stato qualsiasi dell'unione avrebbe pagato i danni per la perdita degli schiavi, o i debiti che erano stati contratti dalla Confederazione. Alcune banche inglesi e francesi, che avevano prestato moneta alla Confederazione, persero quindi la possibilità di vantare i debiti non onorati.

## Potere di attuazione
Sebbene in Katzenbach v. Morgan (1966) la Corte Warren avesse interpretato in maniera ampia questa sezione la successiva Corte Rehnquist tese a fornire un'interpretazione maggiormente restrittiva come in City of Boerne v. Flores (1997) o in Board of Trustees of the University of Alabama v. Garrett (2001).

## Processo di ratifica
Il Congresso propose il XIV emendamento il 13 giugno 1866. All'epoca della sua approvazione c'erano 37 Stati nell'Unione e quindi erano necessarie 28 ratifiche affinché l'emendamento fosse adottato. Questo avvenne il 9 luglio 1868.
| Stato         | Data              | Stato          | Data             |
| ------------- | ----------------- | -------------- | ---------------- |
| Connecticut   | 25 giugno 1866    | Nebraska       | 15 giugno 1867   |
| New Hampshire | 6 luglio 1866     | Iowa           | 16 marzo 1868    |
| Tennessee     | 19 luglio 1866    | Arkansas       | 6 aprile 1868    |
| New Jersey    | 11 settembre 1866 | Florida        | 9 giugno 1868    |
| Oregon        | 19 settembre 1866 | North Carolina | 4 luglio 1868    |
| Vermont       | 30 ottobre 1866   | Louisiana      | 9 luglio 1868    |
| Ohio          | 4 gennaio 1867    | South Carolina | 9 luglio 1868    |
| New York      | 10 gennaio 1867   | Alabama        | 13 luglio 1868   |
| Kansas        | 11 gennaio 1867   | Georgia        | 21 luglio 1868   |
| Illinois      | 15 gennaio 1867   | Virginia       | 8 ottobre 1869   |
| West Virginia | 16 gennaio 1867   | Mississippi    | 17 gennaio 1870  |
| Michigan      | 16 gennaio 1867   | Texas          | 18 febbraio 1870 |
| Minnesota     | 16 gennaio 1867   | Delaware       | 12 febbraio 1901 |
| Maine         | 19 gennaio 1867   | Maryland       | 1959             |
| Nevada        | 22 gennaio 1867   | California     | 1959             |
| Indiana       | 23 gennaio 1867   | Oregon         | 1973             |
| Missouri      | 25 gennaio 1867   | Kentucky       | 1976             |
| Rhode Island  | 7 febbraio 1867   | New Jersey     | 2003             |
| Wisconsin     | 7 febbraio 1867   | Ohio           | 2003             |
| Pennsylvania  | 12 febbraio 1867  |                |                  |
| Massachusetts | 20 marzo 1867     |                |                  |

Il 20 luglio 1868 il Segretario di Stato degli Stati Uniti William H. Seward dichiarò che, se le due rescissioni di New Jersey e Ohio fossero state inefficaci, l'emendamento sarebbe diventato parte della Costituzione. Il Congresso, comunque, il giorno seguente deliberò che l'emendamento era parte della Costituzione e ne ordinò la promulgazione. Tuttavia questa avvenne solo il 28 luglio, dopo che furono giunti nella capitale gli atti di ratifica dell'Alabama e della Georgia. La promulgazione dell'emendamento, quindi, non si basò sulla deliberazione del Congresso in merito all'inefficacia degli atti di rescissione.
Contando anche le successive ratifiche, e le rescissioni di ratifica, l'emendamento nel 2003 era stato ratificato da tutti gli Stati che appartenevano all'Unione del 1868.

### Controversia sulla ratifica
Nel 1969 la Corte suprema dello Utah approfittò di una sentenza per esprimere il proprio risentimento contro le decisioni della Corte suprema degli Stati Uniti a proposito del XIV emendamento e per attaccarlo. La Corte infatti scrisse che per raggiungere il fatidico numero di 27 ratifiche fosse stato necessario conteggiare quegli Stati che avevano respinto l'emendamento e lo avevano approvato in seguito sotto occupazione militare e quegli Stati che avevano ritirato la loro ratifica. In particolare nella sentenza la Corte si domandò cosa sarebbe successo se un partito avesse avuto una maggioranza sufficiente per approvare un emendamento in entrambe le camere e quindi per ordinarne la pubblicazione senza attendere le ratifiche; e inoltre nella sentenza si faceva riferimento a come si sarebbe potuto definire valido un voto ottenuto sotto occupazione militare e sotto la minaccia di non poter eleggere nessun rappresentante nel Congresso senza aver prima approvato l'emendamento.
Il Memoriale al Congresso, una risoluzione approvata dalla legislatura della Georgia nel 1957, contestò la validità della ratifica dell'emendamento.